# Stuston
Stuston – wieś i civil parish w Anglii, w hrabstwie Suffolk, w dystrykcie Mid Suffolk. Leży 33 km na północ od miasta Ipswich i 128 km na północny wschód od Londynu. W 2011 civil parish liczyła 194 mieszkańców. Stuston jest wspomniana w Domesday Book (1086) jako Estutestuna/Stutestuna.